# Покровский, Василий Корнильевич
Васи́лий Корни́льевич Покро́вский — горный инженер, штабс-капитан, надворный советник, предприниматель, представитель технической интеллигенции Челябинска, городской голова Челябинска в период с 1880 по 1884 годы.

## Биография
Василий Покровский окончил институт Корпуса горных инженеров. 30 августа 1860 года удостоился чина штабс-капитана. Василий Корнильевич продолжил дела своего отца, занимаясь, помимо золотодобычи, реализацией продукции винокуренных заводов, принадлежащих его семье. В некоторых документах Покровский фигурирует как «винокуренный заводчик Василий Покровский». В 1863 году Покровский занимается организацией оптовых складов винно-водочной продукции в крупных селениях Челябинского уезда. В 1866 году у семьи Покровских насчитывались оптовые склады в Троицке, Златоусте, Верхнеуральске. До избрания Покровского городским головой, несколько лет был гласным городской думы. В конце 1880-х годов выехал в имение своей супруги Елизаветы Покровской в деревню Елизаветинку Челябинского уезда.

## Факты
- Василий Корнильевич Покровский старший брат известному челябинскому меценату, общественному деятелю и городскому голове (в 1874—1878 годах) Владимиру Корнильевичу Покровскому.